# Benát
Benát (685,7 m n. m.) je vrch v pohoří Pohronský Inovec. Leží nad obcí Machulince, asi 5 km východně od města Zlaté Moravce.

## Poloha
Nachází se v jihozápadní části pohoří, v geomorfologickém podcelku Veľký Inovec. Vrchol leží v Nitranském kraji, v okrese Zlaté Moravce a v katastrálním území obce Žitavany. Severním úpatím vrcholu prochází Rudná magistrála ze Zlatých Moravců do Veľkého Inovce, ze které vede na vrchol značená cesta.

## Popis
Benát je nejzápadnější z mohutnějších kopců hřebene, který se táhne západovýchodním směrem k masivu Velkého Inovce (901 m n. m.). V mapách jsou tímto názvem označeny dva blízké vrcholy a vrcholu jsou přiřazeny až tři různé nadmořské výšky (702 m n. m., 692 m n. m. a 686 m n. m.). V severní části masivu se nachází velký lom. Na východě přiléhá Krivá (714 m n. m.), na jihu Čierny vrch (454 m n. m.), na západě Čertov (369 m n. m.), na severovýchodě Prosný vršek (673 m n. m.) a Hrádok (688 m n. m.). Hora je součástí Žitavské pánve, kam směřuje potok Bočovka z jihovýchodních svahů a Suchý potok ze západních svahů. Nejbližšími sídly jsou Obyce a Machulince, ležící na severozápadním úpatí, Žitavany, které leží na západě, a Čaradice na jihovýchodě.

### Výhledy
Kopec je porostlý smíšeným lesem a umožňuje jen velmi málo vyhlídkových míst. Jsou z nich vidět okolní kopce pohoří, ale z vhodných míst také Vtáčnik, Tribeč a část Podunajské nížiny.

## Přístup
- po  žluté turistické značce od rozcestí. Machulinský škřpec
- po  červené turistické značce červené trasy Rudné magistrály přes rozcestí. Machulinský škripec:
  - od západu od Zlatých Moravců
  - z východu od Nové Baňe přes Inovecké sedlo a Obycké louky.
- po  modré turistické značce z obce Machulince přes výběžek. Obycké lúky
- po  zelené turistické značce na zelené trase z motorestu Zubor přes Obycké lúky[1]